# Kallang River
Der Kallang River (chinesisch 加冷河, malaiisch Sungai Kallang) ist mit rund zehn Kilometern Länge der längste von insgesamt 90 Flüssen Singapurs.

## Verlauf
Vom Lower Peirce Reservoir oder Kallang River Reservoir im North West District, einem der ältesten Stauseen Singapurs, fließt der Kallang River erst südöstlich, dann südlich bis zu seiner Mündung im Central Singapore District in die Kallang Bucht, ein nördlicher Teil der Straße von Singapur und damit des Pazifischen Ozeans. Die letzten Kilometer verläuft er aufgrund von Landgewinnungen heute als Marina-Kanal zwischen dem Marina Centre und der Marina East.

## Geschichte
In der vorkolonialen Zeiten lebten das Volk der Orang Laut am Ufer und in den Sümpfen im Bereich der Kallang-Mündung. Der Ort diente als Zuflucht für Piraten und Handelsplatz von Muscheln, Schildkröten und Sklaven für Bugis aus Sulawesi sowie Seefahrer aus China und Malaysia.
1819, als Sir Thomas Stamford Raffles, Handelsagent der Britischen Ostindien-Kompanie, in Singapur die erste britische Niederlassung gründete, lebten hier rund 1000 Bajaus. Die Palari oder Leteh-leteh, Segelboote der einheimischen Fischer, waren ein alltäglicher Anblick auf dem Meer bis in die 1960er Jahre.

## Sanierung
Im April 2006 kündigte die Regierung von Singapur eine Sanierung des Flussverlaufs im Bezirk Kolam Ayer an. Die Kosten für den 200 Meter langen Abschnitt sollten 2,5 Millionen S$ betragen. Ziel war es, die Qualität des Areals zu verbessern. Im August 2007 wurde mit dem Bau von Promenaden, Wegen, Plattformen und Grünanlagen begonnen. 2012 wurde das Projekt von Premierminister Lee Hsien Loong der Öffentlichkeit übergeben.

## Freizeitaktivitäten
Entlang des Ufers erstrecken sich unter anderem der Bishan-An Mo Kio-Park, der Singapore Island-Golfplatz, die Kallang Riverside Parks sowie die Gardens by the Bay.
Der Kallang River ist ein beliebter Ort für Wassersportarten wie Wasserski, Wakeboarding, Kajak und Drachenbootrennen. An der Marina Bay steht der Singapore Flyer, mit einer Höhe von 165 Metern das zweithöchste Riesenrad der Welt, und gleich daneben befindet sich der Marina Bay Street Circuit, eine Motorsportstrecke für Formel-1-Rennen.